# 全黑冰原島峰
81°29′S 155°45′E / 81.483°S 155.750°E
全黑冰原島峰（英語：All-Blacks Nunataks）是南極洲的冰原島峰，位於奧次地，處於沃勒比斯冰原島峰和維爾霍伊特冰原島峰，現時由南極條約體系管理。